# ألان كاندي
ألان كاندي (بالإنجليزية: Ronald Alan Candy)‏ هو فلاح نيوزيلندي، ولد في 25 أغسطس 1903، وتوفي في 27 أكتوبر 1974.